# Prachtstipspanner
De prachtstipspanner (Scopula marginepunctata) is een nachtvlinder uit de familie Geometridae (spanners). De voorvleugellengte bedraagt tussen de 12 en 15 millimeter. Hij overwintert als rups.

## Waardplanten
De prachtstipspanner heeft als waardplanten diverse kruidachtige planten.

## Voorkomen in Nederland en België
De prachtstipspanner is in Nederland een schaarse soort, vooral bekend uit de duinen tussen Vlissingen en Den Haag, maar ook elders wel gezien. In België is het een vrij gewone soort, die verspreid over het hele land kan worden gezien. De vlinder kent twee generaties die vliegen van halverwege mei tot in september.